# John D. Bloss
John M. Bloss (Minneapolis, 4 août 1919 – Los Angeles, 29 octobre 1988), est un assistant réalisateur et producteur cinématographique américain. De 1968 à 1981, il travaille pour Walt Disney Productions sur deux douzaines de films.

## Filmographie
1957 : Le Bal des cinglés
1958 : L'Aventurier du Texas
1958 : Tarawa, tête de pont
1959 : La Chevauchée de la vengeance
1959 : La Gloire et la Peur
1959 : Fais ta prière... Tom Dooley
1962 : Sammy, the Way-Out Seal
- 1966-1967 : Ne mangez pas les marguerites

1968 : Petulia
1968 : Un cri dans l'ombre
1968 : Le Cheval aux sabots d'or
1971 : Un raton nommé Rascal
1971 : Un singulier directeur
1971 : La Cane aux œufs d'or
1971 : L'Apprentie sorcière
1973 : Un petit Indien
1974 : L'Île sur le toit du monde
1975 : La Montagne ensorcelée
1976 : Un candidat au poil
1977 : Peter et Elliott le dragon
1978 : Les Visiteurs d'un autre monde
1978 : Tête brûlée et pied tendre (Hot Lead and Cold Feet) de Robert Butler
1978 : Le Chat qui vient de l'espace
1979 : Le Trou noir
1980 : La Coccinelle à Mexico
1980 : Une nuit folle, folle
1980 : Le Dernier Vol de l'arche de Noé
1981 : Max et le Diable
1981 : Amy
1981 : Condorman